# Pastel (color)

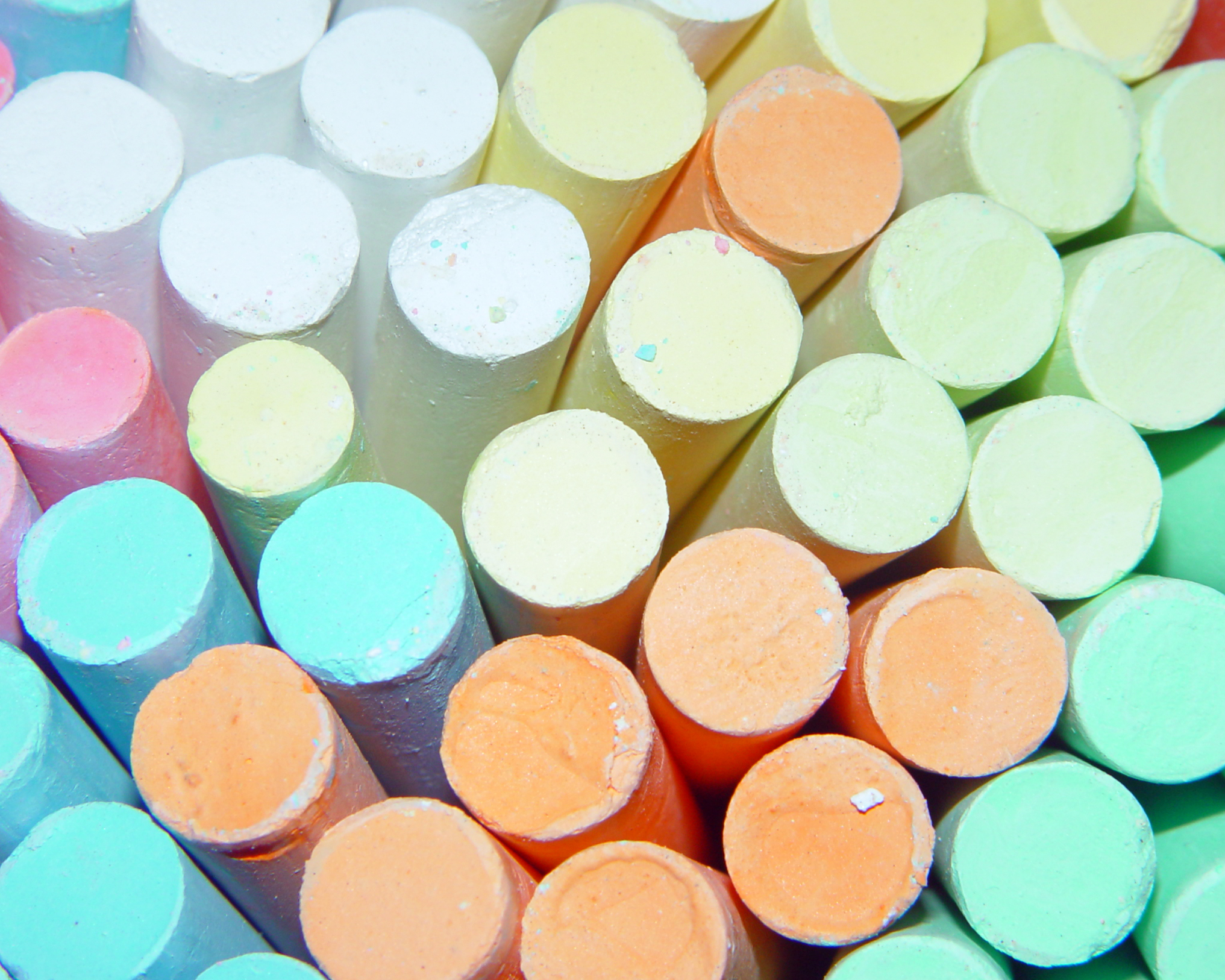
Gises o tizas de colores pastel

Es cualquier tonalidad con un valor alto (también llamado luminosidad) y una saturación baja a media (que es la intensidad o pureza del color). Transmiten una atmósfera más suave y amigable. Suelen ser matices de colores.
Frecuentemente, los colores con tonalidades pastel son usados para decorar sitios infantiles, ya que se cree que estos colores son poco fuertes, y que debido a su suavidad resultan tranquilizantes para los niños.
La palabra «pastel» comparte la misma raíz que la palabra inglesa «pegar» (to paste) y entró en uso porque los pasteles estaban hechos de pigmento crudo de cualquier color, incluidos los más oscuros, que estaban suspendidos en una mezcla de agua y un aglutinante (generalmente goma arábiga) que se secó y se formó en la forma de un palo. El medio artístico de los pasteles se inventó en el siglo XV, luego se hizo popular para crear retratos en el siglo XVIII y alcanzó su cenit a finales del XIX gracias a maestros impresionistas como Edgar Degas. Los pasteles podían ser muy concentrados y ricos, pero a menudo tenían una menor saturación de pigmento que las pinturas al óleo y otros medios artísticos comunes. Probablemente esta sea la razón por la que la palabra pasteles llegó a describir una cantidad de colores claros y de aspecto descolorido como lo hace hoy.

## Significado de los colores pastel

### Azul pastel
El azul pastel tiene un efecto calmante que provoca gran armonía y relajación. En la psicología del color, el azul evoca sentimientos de confianza, amistad y descanso. 

### Verde pastel
El Verde Pastel o Menta está repleto de personalidad y dulzura. Este color refresca cualquier habitación o espacio. El verde está relacionado con la productividad, la creatividad y la naturaleza.

### Rosa pastel
El color rosa pastel es femenino, elegante, romántico. Evoca sensaciones como la suavidad o la calidez. Está relacionado con ambientes amables y delicados. Aporta ternura, y se asocia a las personas positivas, generosas y profundas.

### Amarillo pastel
El amarillo pastel fomenta la creación de nuevas ideas. Es vida, alegría, energía y altamente versátil. Es un color asociado a la energía, la riqueza, el calor e incluso la felicidad.